# Pacaguara
Pacaguara (Pacahuara), nekad snažan, danas gotovo nestali indijanski narod porodice panoan u bolivijskim departmanima Beni i Pando. Njihov broj iznosi dvadesetak osoba koje žive s Chácobo Indijancima u selima Tujuré i Santa Ana. Prvi puta spominju se 1678, a u 18. stoljeću osnivaju se misije za tamošnje Indijance, a njihov broj počinje opadati. Žive od lova, sakupljanja i ribolova. Tradicionalno su živjeli u proširenim obiteljima (danas nuklearna). Srodni su s Chácobo i Sinabo.